# Jizushan Zhen
Jizushan Zhen (kinesiska: 鸡足山, 鸡足山镇) är en köping i Kina. Den ligger i provinsen Yunnan, i den sydvästra delen av landet, omkring 250 kilometer nordväst om provinshuvudstaden Kunming. Antalet invånare är 28 189. Befolkningen består av 13 981 kvinnor och 14 208 män. Barn under 15 år utgör 20,0 %, vuxna 15-64 år 72 %, och äldre över 65 år 7,0 %.
Genomsnittlig årsnederbörd är 1 120 millimeter. Den regnigaste månaden är juli, med i genomsnitt 226 mm nederbörd, och den torraste är april, med 22 mm nederbörd.